# 堀直利
堀 直利（ほり なおとし）は、越後村松藩の第3代藩主。直寄系支流堀家3代。官位は従五位下、左京亮、丹後守。

## 経歴
延宝4年（1676年）、父の死去により家督を相続した。宝永2年（1705年）、奏者番兼寺社奉行に就任した。正徳元年（1711年）、廃嫡した長男・直道に代わって世子となっていた次男・直為に家督を譲り隠居した。享保元年（1716年）に死去した。

## 系譜
父母
- 堀直吉（父）
- 堀直次の娘（母）

正室
- 戸田光永の娘

子女
- 堀直道（長男）
- 堀直為（次男）
- 堀直英（三男）
- 酒井忠刻
- 成瀬正幸正室
- 福原資祇正室